# Hubert Gardas
Hubert Gardas (Lyon 6. kerülete, 1957. április 17. –) olimpiai bajnok francia párbajtőrvívó. HEC Paris végzettségű.